# 1897 na literatura

## Eventos
- 20 de Julho - fundada a Academia Brasileira de Letras, inspirada na Academia Francesa. Machado de Assis, seu principal idealizador, é aclamado primeiro presidente.

## Livros
- O Homem Invisível (The Invisible Man), por H. G. Wells.
- Drácula (Dracula), por Bram Stoker.

## Nascimentos
| Data           | Nome                          | Profissão                                  | Nacionalidade  | Observações | Ref |
| -------------- | ----------------------------- | ------------------------------------------ | -------------- | ----------- | --- |
| 19 de Janeiro  | Carlos Alberto da Costa Nunes | poeta                                      | Brasil         | m. 1990     |     |
| 24 de Abril    | Benjamin Whorf                | linguista                                  | Estados Unidos | m. 1941     |     |
| 25 de Setembro | William Faulkner              | escritor                                   | Estados Unidos | m. 1962     |     |
| ??             | Carlos de Ornellas            | jornalista, escritor, empresário e militar | Portugal       | n. 1863     |     |